# Age of Empires III: The WarChiefs
Age of Empires III: The WarChiefs — перше доповнення до стратегії в реальному часі Age of Empires III. Надає три нові ігрові нації корінних північних американців та сюжетну лінію родини Блеків, присвячену війнам колонізаторів з індіанцями. Для запуску доповнення потрібна наявність оригінальної версії гри.

## Нововведення
Доповнення надає три додаткові нації, ірокезів, сіу і ацтеків, з унікальними ігровими механіками, додаткові мапи та сюжетну кампанію. Відповідно звільнилися три місця малих племен, які зайняли гурони, шеєни та сапотеки. На відміну від інших націй, індіанці не мають метрополій, їх замінює Рада племені, що так само надає картки, якими гравець замовляє собі допомогу. Тип карток залежить від члена Ради: вождь дає робітників і ресурси, воєначальник — бійців, шаман — вдосконалення військ і споруд, радниця — економічні вдосконалення, а гонець — вдосконалення військ і найманців.
Розвідників у індіанців замінюють воєначальники, котрі посилюють союзників навколо. Індіанці володіють здатністю брати під контроль диких тварин і спрямовувати їх на противників. Вони володіють слабким флотом, але кожне плем'я має сильні наземні війська притаманного їм типу. Низка військ корінних народів непомітні для противників під час руху.
У поселенням можливо будувати вогненні ями, навколо яких робітники виконують ритуальні танці, що приносить додатковий досвід або створює додаткових воїнів. Індіанці здатні наймати бійців союзних племен у посольстві прямо в своєму поселенні, а не в союзному, як інші нації. Коли вони захоплюють половину торгових постів на мапі, стає доступним введення торгової монополії. Коли відлік до її настання завершується, плем'я виграє.
| Емблема | Плем'я  | Розташування Ради племені | Покровитель | Особливості |
| ------- | ------- | ------------------------- | ----------- | --- |
|         | Ірокези | Каунаваґа                 | Гаявата     | Війська переважно складаються зі стрільців. Мають особливих робітників з волокою, котрі будують споруди безкоштовно. Здатні виконувати Танець Предка (прикликає додаткові війська, або робітників) і Танець Матері Природи (збільшує ліміт населення). |
|         | Сіу     | Хункаппа                  | Вождь Ґалл  | Війська переважно складаються з кавалерії. Не потребують збільшувати ліміт очок населення, одразу маючи їх 200. Можуть будувати тіпі, що посилюють війська навколо. Здатні виконувати Танець Вогню (збільшує ушкодження спорудам) і Танець Військової пісні (прикликає додаткових бійців).                                                                                              |
|         | Ацтеки  | Теночтітлан               | Куаутемок   | Володіють великою кількістю бійців ближнього бою, проте обмаллю стрільців і не мають кавалерії та артилерії. Втім, далекобійність їхніх стрільців та будівель більша, ніж у європейських колонізаторів. Здатні виконувати Святий танець (прикликає жерців-лікарів), Лікувальний танець (пришвидшує відновлення здоров'я юнітів) і Танець Квіткової війни (прикликає додаткових бійців). |

Європейські нації також отримали вдосконалення. Будівля салун дозволяє брати у військо найманців. Такі юніти, як шпигуни чи скаути, стають невидимими для ворога, коли рухаються, але не атакують. У четвертій історичній добі відкривається можливість почати «Добу революцій», коли весь ігровий процес спрямовується на війну. Робітники перетворюються на ополченців, метрополія стає окремою країною, і надає лише картки поставок військ.
Крім того було додано нові родовища, з яких можна отримувати кошти: мідні та олов'яні.

## Сюжет
Акт I: «Вогонь». Ця історія присвяена Натаніелю Блеку — батькові Амелії Блек, героєві американської революції. Натаніель і його дядько Каньєнке йдуть переконати вождів племен могавків і сенеків не воювати з «бліднолицими» колонізаторами. Але вони потрапляють в засідку аборигенів і відступають до селища племені онайда, де організовують контрнаступ. Повернувшись у рідне поселення, вони бачать, що найманці на чолі з полковником Свеном Кюхлером викрали мати Натаніеля. Той розшукує викрадачів і визволяє матір, але Кюхлеру вдається втекти. Частина ірокезів вступає до лав англійського ополчення з метрополії, частина приєднується до революціонерів. Натаніель надає допомогу революціонерам і вирушає на південь, до Бостона, де бере участь в обороні Банкер-Гілл.
До кінця грудня 1776 англійців витісняють на інший берег Делавера, де Натаніель знайомиться з Джорджем Вашингтоном. Після цієї битви Натаніеля відправляють на північ, де він здобуває перемогу під Саратогою. Англійці метрополії витісняють революціонерів до Веллі-Фордж, де ті вирішують пересидіти до весни і завдати контрудару. У битві при Моррістауні Натаніель нарешті зустрічається з Кюхлером, де й перемагає його. Після смерті полковника, Натаніель дотримується обіцянки, даної Вашингтону, і бере участь у всіх боях аж до 1781 року, коли відбувається бій при Йорктауні. За підтримки французів, війська Вашингтона перемагають англійців метрополії, здобуваючи незалежність. Натаніель після цього повертається у свою сім'ю.
Акт II: «Тінь». Чейтон Блек — син Амелії, розвідує шляхи для прокладання залізниць компанії Falcon Railroad Company під час Війни Червоної Хмари. Він знайомиться з квартермейстером Вільямом Холмом, в розмові Чейтон розповідає про свої індіанські корені, і про те, що його батько — індіанець племені сіу. Заснувавши залізницю на території племені сіу, він допомагає Вільяму оборонити шлях від індіанців. Невдовзі укладається перемир'я між США і сіу, Амелія передає Falcon Railroad Company синові.
Минає 10 років і Холм розповідає Блеку про відкриття великих покладів золота в Блек-Гіллс. Захистивши рудники від набігів сіу і бандитів, Чейтон вирішує знайти вождя Шаленого Коня і примиритися з ним. Однак Коли Чейтон його знаходить, Холм з рудокопами атакують вождя. Холм відправляє Чейтона знищити табір сіу, але Чейтон відмовляється вбивати беззбройних жінок і дітей. Він стає на бік індіанців та знищує форт Холма, змушуючи його тікати. Прибуває офіцер Кастер, щоб заарештувати Вільяма. Він дає Чейтону один день, щоб знайти Холма, той укладає союз з місцевими сіу і відшукує Вільяма в шахтах. Холм намагається застрелити Блека, але той випереджає і вбиває Вільяма. Після цього Блек запевняє Кастера не нападати на індіанців, але той наказує атакувати. Чейтон робить вибір на користь сіу, об'єднує вождів, і разом вони відбивають атаку Кастера й убивають його самого. Амелія не знає що далі трапилося з її сином і вважає, що можливо він зробив правильний вибір.